# Pachycheles pubescens
Pachycheles pubescens är en kräftdjursart som beskrevs av Edward Morell Holmes 1900. Pachycheles pubescens ingår i släktet Pachycheles och familjen porslinskrabbor. Inga underarter finns listade i Catalogue of Life.